# 플레이스테이션 네트워크
플레이스테이션 네트워크(PlayStation Network, PSN)는 소니 컴퓨터 엔터테인먼트가 플레이스테이션 4와 플레이스테이션 3, 플레이스테이션 포터블, 플레이스테이션 비타 전용으로 제공하는 온라인 멀티플레이어 게임 및 디지털 미디어 서비스이다.
2006년 5월 15일 일본 도쿄에서 열린 플레이스테이션 비즈니스 콘퍼런스에서 소니는 "플레이스테이션 네트워크 플랫폼"을 발표했고, 자세한 내용이 2006년 도쿄 게임 쇼에서 발표되었으며, 플레이스테이션 3 발매와 함께 서비스를 시작했다. 유럽에서는 늦게 2007년 3월부터 시작했기 때문에 SCE는 유럽 사용자가 PSN ID를 서비스 개시일에 재빠르게 확보할 수 있도록 PC상에서 미리 등록할 수 있도록 하기도 했다.
2010년 CES 발표에서 소니는 PSN에 3,800만 개 계정이 생성되어 있다고 발표했다.

## 사용자 등록
사용자 등록은 플레이스테이션 4 본체나 플레이스테이션 3, 플레이스테이션 포터블, 플레이스테이션 비타 또는 PC에서 실시한다. 마스터 계정과 서브 계정 두 종류가 있다. 마스터 계정은 사용연령제한 기능을 포함한 모든 설정에 접근할 수 있지만, 대한민국의 경우 만 20세 이상이 아니면 생성할 수 없다. 2013년 4월 25일부터 대한민국에서 신규 생성은 막혀 있다. 서브 계정은 마스터 계정을 가진 사용자의 감독 하에 생성이 가능하다.

## 서비스
- 계정 생성
  - 마스터 계정과 서브 계정 등록
- 커뮤니케이션 커뮤니티
  - 온라인 게임상에서 커뮤니케이션, 대전 상대 찾기
  - 특정 게임에서 일정 조건을 달성함으로써 얻을 수 있는 트로피 제도
  - 아바타
  - 최대 100명까지 친구 등록
  - 음성 채팅, 화상 채팅, 텍스트 채팅
  - 인스턴트 메시지
  - 인터넷 브라우저, 구글 검색 엔진
  - 플레이스테이션 홈
  - 애드혹 파티 for 플레이스테이션 포터블
- 정보
  - Life with PlayStation
- 쇼핑, 엔터테인먼트
  - 플레이스테이션 스토어

## 플레이스테이션 플러스
플레이스테이션 플러스(PlayStation Plus, PS Plus)는 유료 플레이스테이션 네트워크 구독 서비스로서, 사용자에게 프리미엄 기능들을 제공한다. 이 추가 기능들에는 앞으로 출시된 신작 게임의 빠른 접근, 베타 트라이얼, 정기적인 스토어 할인, 시스템 소프트웨어 업데이트와 게임 패치의 자동 다운로드 기능이 포함된다.

## 같이 보기
- 닌텐도 스위치 온라인
- 엑스박스 네트워크